# Липецкий хладокомбинат
Ли́пецкий хладокомбина́т — липецкое предприятие, выпускающее мороженое. Один из крупнейших производителей мороженого в России . Полное название — открытое акционерное общество «Липецкий хладокомбинат».
Завод расположен на Лебедянском шоссе, 1.
Генеральный директор — Афанасьев Александр Михайлович.

## История
Впервые в Липецке производство мороженого было запущено в 1980 году, когда открылась фабрика с производительностью 20 тонн мороженого в сутки. В 1997 году внедрили новую линию производства — «Стретлайн». В начале нулевых годов компания начала работать по стандарту ISO 9001.
Сейчас Липецкий хладокомбинат производит и продает чуть больше 4 тыс. тонн мороженого. В 2012 году были открыты 2 филиала в г. Воронеже и г. Краснодаре. В феврале 2014 г. было принято решение о закрытии филиала в г. Краснодаре, которое было намечено на май 2014 года.
Ранее генеральным директором и председателем Совета директоров являлся почётный гражданин Липецка Михаил Дмитриевич Афанасьев.

## Поставки
Поставки мороженого осуществляются более чем в 15 регионов России.